# レッケンドルフ
レッケンドルフ (ドイツ語: Reckendorf) は、ドイツ連邦共和国バイエルン州オーバーフランケン行政管区のバンベルク郡に属する町村（以下、本項では便宜上「町」と記述する）で、バウナハ行政共同体を構成する。

## 地理
レッケンドルフは、オーバーフランケン北西部に位置する。

### 自治体の構成
この町は、公式には5つの地区 (Ort) からなる。このうち孤立農場などを除く集落を以下に列記する。
- ライムバッハ
- オーバーマンドルフ
- レッケンドルフ

## 歴史
シェフシュタル家が1349年から1544年までこの村の土地と城を所有していた。この後、ヴィーゼンタウ男爵の騎士領となるが、帝国直轄地から外されバイエルン領に、1810年にはヴュルツブルク大公フェルディナント3世が領有したが1814年にバイエルン王国に返還された。バイエルン王国の行政改革の時代、1818年の自治体令により現在の自治体が成立した。

### 人口推移
この領域の人口は、1970年：1,526人、1987年：1,546人、2000年：1,800人であった。現在の人口は2,056人である。
地域別には、レッケンドルフ地区 1,952人、ライムバッハ地区 54人、オーバーマンドルフ地区 28人、ウンターマンドルフ地区 17人、ツァイツェンホーフ地区 5人である。

## 行政
首長は、2014年からマンフレート・ダインライン (SPD)が務めている。

## 経済と社会資本

### 交通
- 道路: 連邦道B279
- 鉄道: バンベルク - エーベルンのローカル線

### ビール醸造
かつては、1つの大きな醸造所と5つの小醸造所があったが、現在稼働している醸造所は2カ所である。
- シュロル醸造所
- レッケンドルフ城醸造所

## 見所

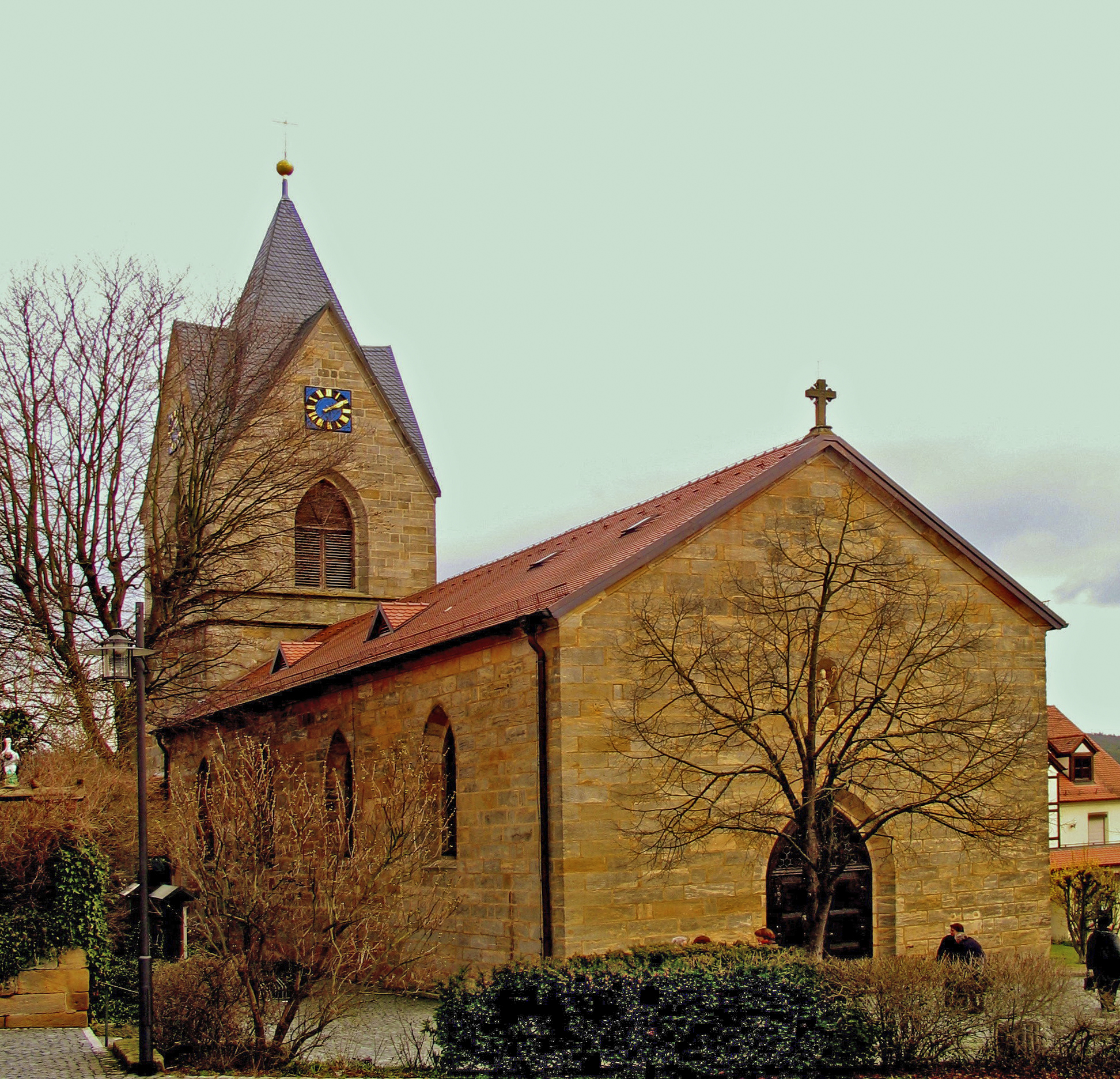
聖ニコラウス教区教会

- カトリックの聖ニコラウス教区教会

### 行事
- Altweibermühle（魔法使いのお婆さんの水車小屋）

## 引用
1. ↑  https://www.statistikdaten.bayern.de/genesis/online?operation=result&code=12411-003r&leerzeilen=false&language=de Genesis-Online-Datenbank des Bayerischen Landesamtes für Statistik Tabelle 12411-003r Fortschreibung des Bevölkerungsstandes: Gemeinden, Stichtag (Einwohnerzahlen auf Grundlage des Zensus 2011)
2. ↑  Bayerische Landesbibliothek Online